# Walfried König

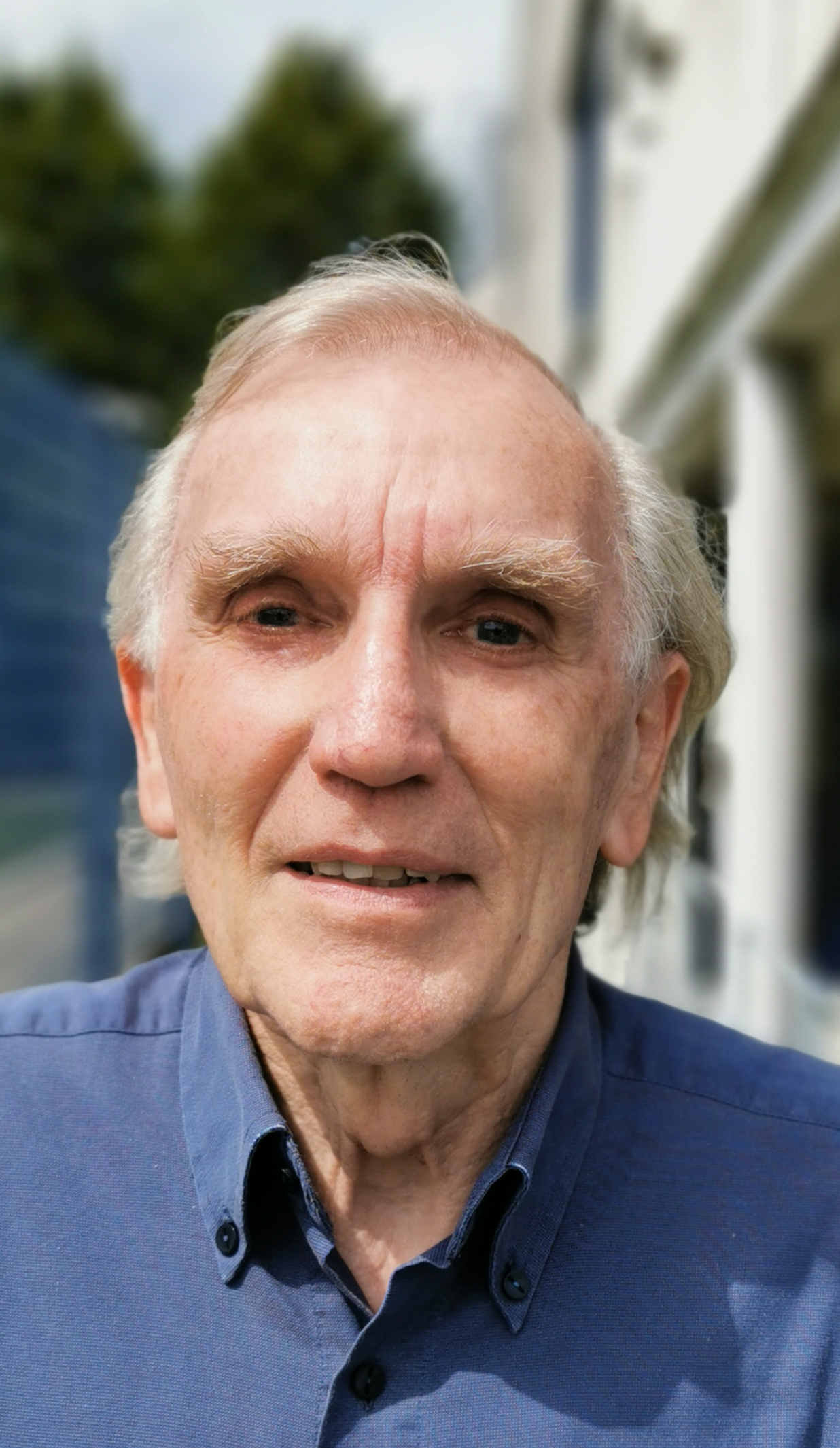
Walfried König (2020)

A. Walfried König (* 1938 in Bad Oeynhausen) ist ein ehemaliger deutscher Ministerialbeamter.

## Leben
Nach dem Abitur 1958 in Bad Oeynhausen studierte König Sportwissenschaft, Romanistik, Philosophie, Pädagogik, sowie - ohne
Abschluss - Latein, Germanistik in Freiburg, Münster, Hamburg und Grenoble. 1965 legte er das 2. Staatsexamen ab.
Von 1975 bis zu seinem Eintritt in den Ruhestand 2001 war er Leitender Ministerialrat in der Abteilung Sport im nordrhein-westfälischen Ministerium für Städtebau und Wohnen, Kultur und Sport.
Ab 2002 nahm er einen Lehrauftrag an der Technischen Universität Dresden wahr.

## Ehrungen
- Bundesverdienstkreuz am Bande (31. Januar 1986)[1]
- Ehrendoktor der Deutschen Sporthochschule Köln (10. September 1993)
- Honorarprofessor der Deutschen Sporthochschule Köln (2006)
- Ehrenmitglied im Vorstand der Union Nationale des Clubs Universitaires
- Ehrenmitglied des European College of Sport Science